# Epia domina
Epia domina är en fjärilsart som beskrevs av Pieter Cramer 1780. Epia domina ingår i släktet Epia och familjen silkesspinnare. Inga underarter finns listade i Catalogue of Life.

## Bildgalleri

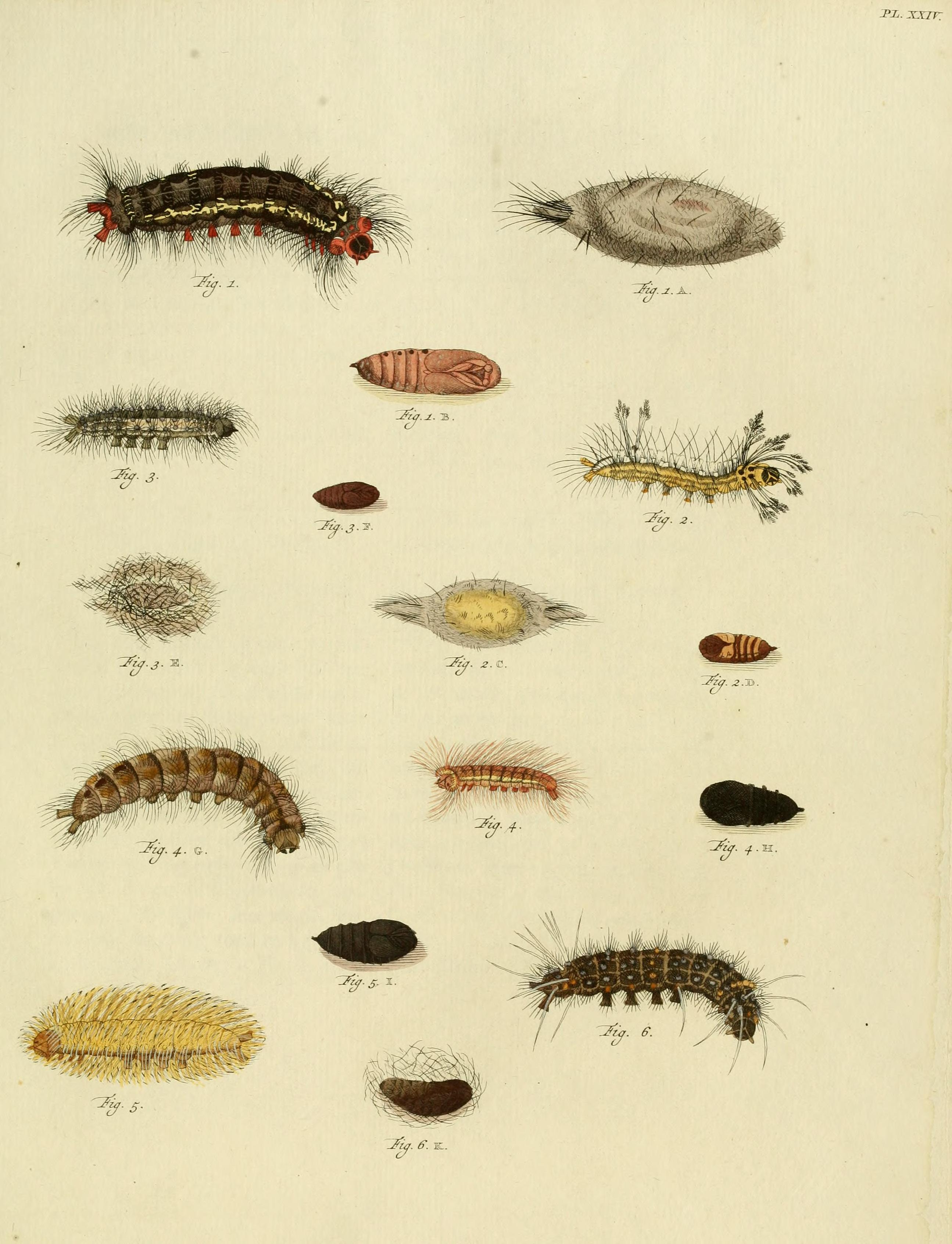
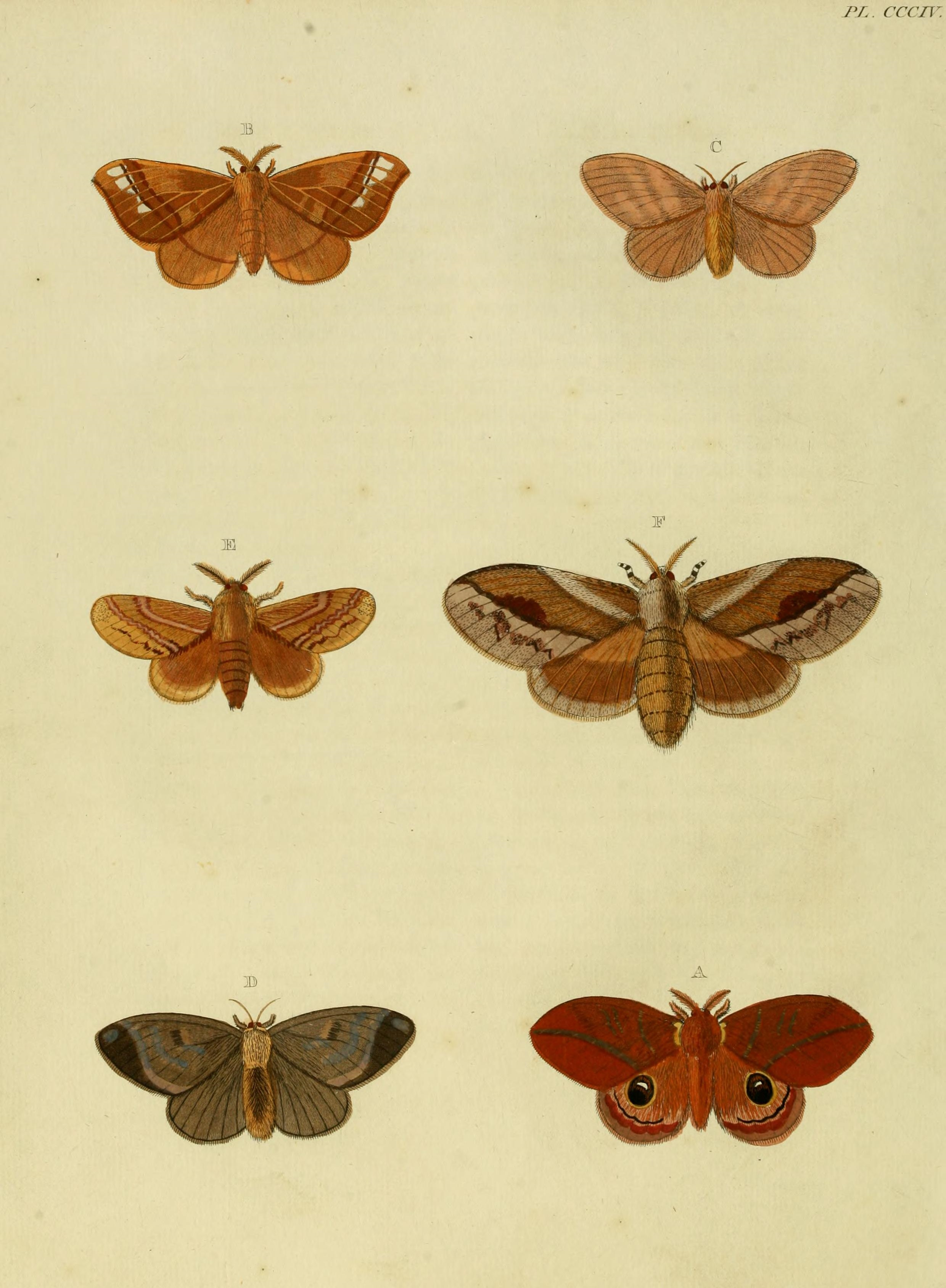